# 46 (nombre)
« Quarante-six » redirige ici. Pour l'année, voir 46.
Le nombre 46 (quarante-six) est l’entier naturel qui suit 45 et qui précède 47.

## Enmathématiques
Le nombre 46 est :
- un nombre semi-premier ;
- un nombre de Wedderburn-Etherington ;
- un nombre ennéagonal ;
- le plus petit nombre super-brésilien avec 46 = 2222, soit un nombre uniforme dans une base égale à ce nombre uniforme ;
- un nombre triangulaire centré (1 + 3 + 6 + 9 + 12 + 15 = 46).

## Dans d'autres domaines
Le nombre 46 est aussi :
- le numéro atomique du palladium, un métal de transition ;
- le numéro de la sourate Al-Ahqaf dans le Coran ;
- le nombre de chromosomes humains ;
- le nombre total de livres de l’Ancien Testament de la Bible dans la version catholique si le Livre des lamentations est compté séparément du Livre de Jérémie ;
- dans le psaume 46 de la Bible du roi Jacques, le 46e mot à partir du début est shake et le 46e mot à partir de la fin est spear, en référence à Shakespeare qui, lorsque cette Bible est parue, avait 46 ans ;
- l’indicatif téléphonique international pour appeler la Suède ;
- le nombre de montagnes d’un lieu appelé 46 peaks (46 pics) situé dans les montagnes Adirondacks au nord-est de l’État de New York. Les personnes qui les ont toutes escaladées sont appelées des forty-sixers ; il existe un 47e pic, non officiel ;
- en France, le nombre d’années de mariage des noces de lavande ;
- le numéro du département français du Lot ;
- le numéro des pilotes motos Valentino Rossi, Graziano Rossi (it) (père de Valentino) et Norifumi Abe (numéro porté lors d’une wild card au GP 500 cm3 du Japon en 1995) ;
- années : -46, 46 ou 1946.
- Ligne 46